# Pierre Rode
| Caprice 24                      |
|                                 |
| Interpretada per David Hernando |
|                                 |

Pierre Rode (Bordeus, Aquitània, 16 de febrer de 1774 - Castell de Bourbon prop de Lamazan, Lot et Garonne, 25 de novembre de 1830) fou un violinista i compositor francès.
Primerament estudià a Bordeus i després a París amb Giovanni Battista Viotti, i donant-se conèixer com a violinista interpretant un concert del seu mestre. Després ingressà en l'orquestra de teatre Feydeau i més tard emprengué un viatge per Països Baixos i Alemanya, on assolí grans èxits, com igualment a Anglaterra.
Anomenat professor del Conservatori (1795) i individu de l'orquestra de l'Òpera, no renuncià per això als seus viatges i visità de nou Anglaterra i Holanda i més tard Espanya, entaulant relacions amb Luigi Boccherini, que llavors residia a Madrid. En retornar a París el 1800 entrà en la música del primer consol i el 1803 acompanyà en François Adrien Boieldieu a Rússia, capital en la qual va romandre cinc anys com a violí solista d'Alexandre I de Rússia.
Després de nous viatges pels països de l'Europa Central, fixà la seva residència a Berlín, on es casà (1814), renunciant després a la carrera de concertista al notar que ja no se'l acollia amb el mateix entusiasme que abans.
Rode fou un dels violinistes més notables de la seva època, i el mateix Beethoven va escriure per a ell una Romança (op. 50), però se li va retreure el deixar-se portar massa de la seva fantasia i al mancar de l'estil i puresa necessari per a la interpretació de les obres clàssiques.
Va compondre 13 concerts per a violí, 24 fantasies, 6 duets, 12 estudis i 8 quartets, però tot és de molt poc valor.
El seu mètodes per a violí foren editats per l'alemany Richard Kaden.